# 時代をプロデュースした者たち
『時代をプロデュースした者たち』（じだいをプロデュースしたものたち）は、2014年から2015年にかけてNHK BS1「BS1スペシャル」で放送されたドキュメンタリー番組である。

## 概要
2015年の戦後70周年に合わせて、戦後日本を切り開いた開拓者、いわゆる「プロデューサー」ともいえる人物に毎回スポットライトを当て、その人物像と、その文化を切り開くまでの様々な工夫・苦悩やエピソードを、再現ドラマや関係者の証言を交えて振り返るというものである。

## 登場人物
※日付は初回放送日である。
1. 川上哲治（プロ野球選手・指導者、2014年12月20日、「日本プロ野球80周年記念特集」を兼ねる）
2. 丹下健三（建築家・設計デザイナー、2015年3月1日）
3. 渡邊晋（芸能プロダクション社長・プロデューサー、2015年4月26日）
4. 手塚治虫（漫画家・アニメーション作家、2015年5月31日）

## 出演
ナビゲーター
1. 杉本哲太、永島敏行（川上役）
2. 萩原聖人（丹下役）
3. 高橋和也（渡邊役）
4. 柳家花緑（手塚役）

ナレーション（全4回共通）
- 堀越将伸（NHKアナウンサー）